# Samen (televisieserie)
Samen was een dagelijkse comedy/dramaserie die van 15 augustus 2005 tot 13 januari 2006 elke werkdag van 18.55 uur tot 19.25 uur werd uitgezonden op Talpa, de voormalige televisiezender van John de Mol.
Bekende acteurs in de serie waren onder andere Cees Geel, Johnny Kraaijkamp jr., Rik Hoogendoorn, Jennifer Hoffman en Ellemijn Veldhuijzen van Zanten. Setting was een café waarin twintigers, dertigers en veertigers samenkwamen.
Hoewel het kijkersaantal tegenviel en het programma daardoor regelmatig van uitzendtijdstip wijzigde is de serie verkocht aan Oostenrijk en Duitsland. In Duitsland werd een remake van de serie uitgezonden onder de naam Volles Haus op ProSieben. Deze serie werd wekelijks uitgezonden.

## Rolverdeling

### Hoofdrollen
- Johnny Kraaijkamp jr. - Joost Havenga
- Harriët Stroet - Annet Havenga-de Groot
- Jon Karthaus - Dylan Havenga
- Saskia van der Heide - Juliëtte Havenga
- Sita van Sante - Sam Havenga
- Lidewij Benus - Yvonne de Vries
- Cees Geel - Rogier Kuipers
- Ellemijn Veldhuijzen van Zanten - Zinzi Ladderak
- Jennifer Hoffman - Emma van Dordt
- Vincent Moes - Tjeerd Groot Wassink
- Fockeline Ouwerkerk - Roxanne Kloosterboer
- Dennis Overeem - Dennis Schönfeld
- Rik Hoogendoorn - Rudy Vrooman

### Gastrollen
Lijst is niet compleet
- Bastiaan Ragas - Jochem van Woenzel
- Willem Voogd - Thierry
- Kim Pieters - Elianne
- Chantal Janzen - Iris Bestevaer
- Lone van Roosendaal - Barbara Kloosterboer
- Kees Coolen - Arno Kloosterboer
- Herman Boerman - Ivo
- Golda Doof - Sanne
- Roan Oostveen - Bo (zoon van Zinzi en Andreas)
- Stefan Stasse - Agent (aflevering 3)
- Walid Benmbarek - Max
- Peggy Jane de Schepper - Mila
- Liza Sips - Merel de Bruin
- Mara van Vlijmen - Tanja
- Eva Poppink - Debby
- Joss Flühr - Mevrouw Ludy
- Guusje Eijbers - Carla
- Ruben van der Meer - Meneer Doolman
- Teun Kuilboer - Boxie
- Anne-Marie Jung - Sophia
- Nelly Frijda - Hadewych Uhlmann
- Juliette van Ardenne - Shannon
- René van Asten - Meneer Groot Wassink
- John Jones - Oger
- Walter Crommelin - therapeut
- Hugo Haenen - Ronald van Merwijk
- Dirk Zeelenberg - Jacco Schönfeld
- Michiel de Jong - Andreas (ex-man van Zinzi)
- Maja van den Broecke - Loes
- Bas Keijzer - Berry